# باسوم
شهر باسوم در ایالت نیدرزاکسن در کشور آلمان واقع شده است. این شهر در ۳۵ کیلومتری شمال شرقی دیوفولز (به انگلیسی: Diepholz) و ۲۵ کیلومتری جنوب برمن (به انگلیسی: Bremen) قرار گرفته است.